# 锺健鸟属
锺健鸟属（学名：Zhongjianornis）是种鸽子大小的有喙鸟类，生存于早白垩世的中国，化石发现于辽宁省建昌县的九佛堂组。模式种是杨氏锺健鸟（Zhongjianornis yangi）。
杨氏锺健鸟正模标本由一副可能只缺少几块尾椎的近完整骨骼组成，现存放于北京的中国科学院古脊椎动物与古人类研究所，编号是IVPP V15900。此物种也正得名自该机构的创始人杨锺健。

## 历史及分类
杨氏锺健鸟曾被视为最原始（尽管不是最早的）的无齿鸟类，也是已知最基干的鸟类之一。该物种是在周忠和、张福成和李占扬2010年1月发表的一篇论文中被描述（此文在2009年就出现在了互联网上）。描述者发现锺健鸟比孔子鸟更原始，且生存于真鸟类和反鸟类分化之前。作者还发现该属与热河鸟、会鸟、孔子鸟等非常原始的鸟类存在共同特征，包括高度扩张的三角嵴，并认为这是一种早期飞行结构，但在更进阶鸟类中被增大的有嵴胸骨所取代。
然而，后来对杨氏锺健鸟的解剖学分析，使人对该鸟类非常原始的观点产生了怀疑。2012年的一项研究发现，某些看似原始的特征实际上是由骨骼保存不佳所致，而锺健鸟在解剖特征上与朝阳鸟、叉尾鸟等原始真鸟类更相似。一项系统发育分析表明，从现有证据来看，杨氏锺健鸟在鸟类演化树中显然不可能处在非常原始的位置。